# Käuzchenkuhle
Käuzchenkuhle ist ein deutscher Kinderfilm von Walter Beck aus dem Jahr 1969. Er beruht auf dem gleichnamigen Kinderbuch von Horst Beseler aus dem Jahr 1965.

## Handlung
Jean-Paul Fontanon, genannt Jampoll, kommt aus Berlin und fährt in den Sommerferien alljährlich nach Wolfsruh zu seinen Großeltern aufs Land. Doch diesmal ist alles anders. Der Großvater holt ihn nicht ab. Bereits am Bahnhof läuft ihm ein Herr Kohlweis über den Weg, der ihn mit seinem Rad mit zum Dorf nimmt und seinen Opa Kalmus grüßen lässt. Nachdem Jampoll die Grüße des Fremden ausgerichtet hat, ist Kalmus nervös und aufgebracht.
Gemeinsam mit seinen Freunden Schraube, Christian und Linde beginnt Jampoll, dem geheimnisvollen Herrn Kohlweis nachzuspionieren, der inzwischen in einem Sägewerk arbeitet. Sie finden heraus, dass Kohlweis früher Offizier bei der SS gewesen ist und am Ende des Zweiten Weltkriegs im April 1945 im nahen Mummelsee eine Kiste mit Raubkunst versenkt hatte. Jampolls Großvater und der taubstumme Gotthold wurden gezwungen, dabei zu helfen. Anschließend sollten sie umgebracht werden, konnten aber fliehen. Später kamen sie zurück, um die Kiste zu bergen und diese in der – dem Aberglauben der Dorfbewohner nach von Geistern bewohnten – Käuzchenkuhle zu verstecken. Gotthold kam bei der Aktion ums Leben und ertrank, was sich Jampolls Großvater nie verziehen hat. Die Kiste aber lagert noch immer in der Käuzchenkuhle und Kohlweis ist nun zurückgekehrt, den Schatz zu holen.
Jampoll und seine Freunde melden ihre Nachforschungen dem örtlichen Abschnittsbevollmächtigten. Als Kohlweis mit einem Kumpan zur Käuzchenkuhle kommt und den Behälter bergen will, ist die Polizei schließlich zur Stelle, um beide Männer festzunehmen. Kohlweis kommt dabei ums Leben.

## Produktion
Der Film basiert auf dem gleichnamigen erfolgreichen Jugendbuch von Horst Beseler aus dem Jahr 1965, der nach eigener Angabe „eine Auseinandersetzung mit dem Krieg und Kriegsverbrechen leisten wollte“, und spielt vor dem geschichtlichen Hintergrund der letzten Tage des Zweiten Weltkrieges. Gedreht wurde u. a. in der Klosterruine Boitzenburg/Uckermark.
Käuzchenkuhle wurde am 31. Januar 1969 im Berliner „Kosmos“ uraufgeführt. Die westdeutsche Erstaufführung fand am 12. März 1973 statt.
Rainer Haupt in der Rolle des Jampoll wurde von dem Berliner Synchron-„Kind“ Bernd Lehmann gesprochen. Grund dafür war, dass R. Haupt die Rolle unbedingt spielen sollte, aber seine Stimme als ungeeignet empfunden wurde.

## Kritiken
Das Lexikon des internationalen Films bezeichnete Käuzchenkuhle als „spannende[n] Kriminalfilm für Kinder, der historische Umstände weitgehend undidaktisch einbezieht und nicht zuletzt durch die von Manfred Krug gespielte Figur des Kriminalkommissars fasziniert.“